# Teichlosen
Teichlosen ist ein Ortsteil der Gemeinde Jameln in der Samtgemeinde Elbtalaue im niedersächsischen Landkreis Lüchow-Dannenberg.

## Geographie
Der Ort liegt zweieinhalb Kilometer westlich von Jameln.

## Geschichte
Für das Jahr 1848 sind im Statistischen Handbuch für das Königreich Hannover 23 Wohngebäude mit 140 Einwohnern belegt. Zu jener Zeit gehörte der Ort zur Hausvogtei des Amtes Dannenberg.